# KARA BEST CLIPS
『KARA BEST CLIPS』（カラ ベスト クリップス）は、韓国の女性歌手グループ、KARAのミュージック・ビデオを収録した映像作品のタイトル。2013年6月26日までに計3作が発売されている。

## KARA BEST CLIPS

### 概要
- 2011年2月23日にDVDが、2012年2月29日にBlu-ray Discが発売された。
- DVDは、初回限定盤がDVD2枚組、通常盤はDVD1枚。Blu-ray Discは1枚となっている。
- 日本デビュー曲「ミスター」、日本語Ver.、韓国語Ver.の2バージョンの「ジャンピン」、韓国語楽曲の「Lupin」や「Wanna」といった人気楽曲のVideo Clipが収録されている。

### 主な記録
- 発売初週に13.2万枚を売り上げ、2011年3月7日付オリコンDVD総合・音楽部門で1位となった。海外女性アーティストとしてのオリコンDVD総合1位は史上初。また、女性アーティストのミュージックビデオ集としては、初週売上史上最高記録となった[1]。
- また発売週より二週連続でオリコンDVD総合・音楽部門で1位となり、海外アーティストとして初の快挙となった[2]。
- 2011年6月20日付けまでに、海外アーティストとして上半期歴代最高となる累計22.8万枚を売り上げ、オリコン2011年上半期ランキング（集計期間：2010/12/27付～2011/6/20付）DVDランキングにおいて、海外アーティストの音楽作品としては過去最高位となる3位（ミュージックDVDランキング2位）となった[3][4]。
- 2012年1月27日に第26回日本ゴールドディスク大賞・ベスト・ミュージック・ビデオ・アジア部門を受賞した[5]。

### 収録内容
（初回限定盤・通常盤）
- MUSIC VIDEO

1. Rock U ［韓国語版］
2. Pretty Girl ［韓国語版］
3. Honey ［韓国語版］
4. Wanna ［韓国語版］
5. Lupin ［韓国語版］
6. ミスター［日本語版］
7. ジャンピン［日本語版］
8. JUMPING ［韓国語版］

- BONUS TRACKS

1. Umbrella （SBS人気歌謡2010.2.28）
2. Burn （SBS人気歌謡2010.11.21）
3. Lupin dust ver. （SBS歌謡祭典2010.12.29）

DVD（初回限定盤）
1. 『KARAのリアルガールズトーク』

## KARA BEST CLIPS II & Shows

### 概要
- 2012年2月29日にDVDとBlu-ray Discが同時発売された。
- DVDは、初回限定盤が3枚組、通常盤は2枚組。Blu-ray Discは初回限定盤は2枚組、通常盤は1枚の4形態となっている。
- 2011年に日本で発売されたシングル曲「ジェットコースターラブ」「GO GO サマー!」や韓国語曲「STEP」といった人気楽曲のVideo Clipおよび2011年8月6日に横浜アリーナで行われたファンミーティングの模様が収録されている。

### 主な記録
- 発売初週にDVD5.4万枚、Blu-ray Disc2.0万枚を売り上げ、2012年3月12日付オリコンDVD総合週間ランキングおよびBD総合週間ランキングで1位となった。DVDとBDでの同時首位獲得は史上5組目、海外アーティストとしては史上初の快挙である[6]。

### 収録内容
（初回限定盤・通常盤）
- MUSIC VIDEO

1. ジェットコースターラブ
2. GO GO サマー!
3. ウィンターマジック
4. 今、贈りたい「ありがとう」
5. ミスター
6. ジャンピン
7. STEP ［韓国語版］

- BONUS TRACKS

1. GO GO サマー! Live Performance(cj media Japan(Mnet「JJ's Mstudio」)

Live at YOKOHAMA ARENA
1. ジャンピン
2. Lupin［韓国語版］
3. Wanna［韓国語版］
4. GO GO サマー!
5. SOS
6. 今、贈りたい「ありがとう」
7. ジェットコースターラブ
8. ミスター
9. ガールズ ビー アンビシャス!
10. Pretty Girl［韓国語版］

Live at YOKOHAMA ARENA（初回限定盤）
1. Back Stage & Making
2. 前日リハーサル & メイキング/当日リハーサル & メイキング

## KARA BEST CLIPS III

### 概要
- 2013年6月26日にDVDとBlu-ray Discが同時発売された。
- DVD、Blu-ray Disc共通内容で、1枚組。
- 2012年に日本で発売されたシングル曲「スピード アップ」「ガールズ パワー」「エレクトリックボーイ」2012年の韓国でのカムバック曲「Pandora」

2013年に発売された「バイバイ ハッピーデイズ!」といった人気楽曲のミュージック・ビデオや、「バイバイ ハッピーデイズ!」のDRAMA Ver.といった
バージョン違いのミュージック・ビデオ以外に、ミュージック・ビデオ撮影秘話を収録。

### 収録内容
- MUSIC VIDEO

1. スピード アップ
2. ガールズ パワー
3. エレクトリックボーイ
4. オリオン
5. バイバイ ハッピーデイズ!
6. Pandora
7. ワナドゥ by ジヨン
8. ロスト by ニコル (feat.ジヌン of 2AM)
9. シークレットラブ by ハラ
10. 白昼夢 by ギュリ
11. ギルティ by スンヨン

[Bonus]
1. バイバイ ハッピーデイズ! (DRAMA Ver.)
2. バイバイ ハッピーデイズ! (ギュリ Solo Ver.)
3. バイバイ ハッピーデイズ! (スンヨン Solo Ver.)
4. バイバイ ハッピーデイズ! (ニコル Solo Ver.)
5. バイバイ ハッピーデイズ! (ハラ Solo Ver.)
6. バイバイ ハッピーデイズ! (ジヨン Solo Ver.)
7. スペシャル・ガールズ・トーク